# Victoria Macaulay
Victoria Ayo Macaulay (Staten Island, 7 agosto 1990) è una cestista statunitense con cittadinanza nigeriana, professionista nella WNBA.

## Carriera
Con la Nigeria ha disputato i Giochi olimpici di Tokyo 2020 e due edizioni dei Campionati africani (2019, 2021).